# Червеногърл воден кос
Червеногърлият воден кос (Cinclus schulzi) е вид птица от семейство Cinclidae. Видът е световно застрашен, със статут Уязвим.

## Разпространение
Видът е разпространен в Аржентина и Боливия.